# 凯姆卡兰
凯姆卡兰（Khem Karan），是印度旁遮普邦Amritsar县的一个城镇。总人口11938（2001年）。

## 人口
该地2001年总人口11938人，其中男性6622人，女性5316人；0—6岁人口1804人，其中男986人，女818人；识字率47.42%，其中男性为54.09%，女性为39.11%。